# Mads Justesen
Mads Justesen (født 31. december 1982) er en dansk fodboldspiller, der senest spillede for Hobro IK.
Justesen spiller centerforsvarer og har titel af viceanfører. Han har spillet for Hobro IK siden 2004, men har også tidligere spillet der som ungdomsspiller, efter at have spillet fodbold som 10-11 årig i Kvik Hvilsom. 

## Personlige forhold
Privat er Justesen bosat med sin samlever og børn på gården "Damgården" ved Hvilsom. Damgården er på 80 hektar og Mads Justesen driver den sammen med sin storebror Lars Justesen, efter at de overtog den af deres far. Justesen arbejder også som gymnasielærer i idræt og samfundsfag ved Mariagerfjord Gymnasium. 